# Nausitoo (Telegonia)
Nausitoo (in greco antico: Ναυσίθοος?, Nafsíthoos), è un personaggio della mitologia greca.

## Genealogia
Figlio di Odisseo e della ninfa Calipso o di Circe.
Non sono noti nomi di spose o progenie.

## Mitologia
Un giorno Ulisse, scampato al vortice di Cariddi, approdò sull'isola e Calipso se ne innamorò. L'Odissea racconta come ella lo amò e lo tenne con sé, secondo Omero, per sette anni (secondo lo Pseudo-Apollodoro cinque e secondo Igino solo uno). Da questa unione nacquero due fratelli: Nausinoo e, appunto, Nausitoo.

### Fonti
- Angela Cerinotti, Miti dell'antica Grecia e di Roma Antica, Verona, Demetra, 1998, ISBN 978-88-440-0721-8.
- Omero, Odissea
- Pseudo-Apollodoro, Biblioteca